# Amerikai mocsáriteknős
Az amerikai mocsáriteknős (Emydoidea blandingii) a teknősök (Testitudines) rendjébe és a mocsáriteknős-félék (Emydidae) családjába tartozó Emydoidea nem egyetlen faja.

## Előfordulása
Kanada és az Amerikai Egyesült Államok területén honos.